# Copa de Italia de Ciclismo 2017
La 11.ª edición de la Copa de Italia de Ciclismo de 2017 fue una serie de carreras de ciclismo en ruta que se realizó en Italia. Comenzó el 5 de febrero con el Gran Premio Costa de los Etruscos y finalizó el 5 de octubre con la Milán-Turín.
Forman parte de la clasificación todos los ciclistas profesionales que forman parte del UCI WorldTeam, Profesional Continental y Continental sin límite de nacionalidad estableciendo un sistema de puntuación en función de la posición conseguida en cada competición y a partir de ahí se crea la clasificación.
La Copa consta de 16 carreras italianas de un día en las categorías 2.HC, 2.1, 1.HC y 1.1 del UCI Europe Tour, excepto las que declinan estar en esta competición.

## Sistema de puntos
En cada carrera, los primeros 20 corredores ganan puntos y el corredor con la mayor cantidad de puntos en general es considerado el ganador de la Copa de Italia. Se llevan a cabo clasificaciones separadas para los mejores jóvenes (sub-23) y el mejor equipo. La clasificación para los mejores jóvenes aplica para corredores sub-23 y aplica el mismo baremo de puntos de la clasificación individual.

### Clasificación individual
| Posición | 1   | 2  | 3  | 4  | 5  | 6  | 7  | 8  | 9  | 10 | 11 | 12 | 13 | 14 | 15 | 16 | 17 | 18 | 19 | 20 |
| Puntos   | 100 | 80 | 70 | 60 | 51 | 45 | 39 | 32 | 28 | 24 | 20 | 18 | 16 | 14 | 12 | 10 | 8  | 6  | 4  | 2  |

| Posición | 1  | 2  | 3  | 4  | 5  | 6  | 7  | 8  | 9  | 10 | 11 | 12 | 13 | 14 | 15 | 16 | 17 | 18 | 19 | 20 |
| Puntos   | 70 | 56 | 49 | 42 | 36 | 31 | 27 | 22 | 20 | 17 | 14 | 13 | 11 | 10 | 8  | 7  | 6  | 4  | 3  | 2  |

| Posición | 1  | 2  | 3  | 4  | 5  | 6  | 7  | 8  | 9  | 10 | 11 | 12 | 13 | 14 | 15 | 16 | 17 | 18 | 19 | 20 |
| Puntos   | 60 | 50 | 44 | 38 | 32 | 28 | 24 | 20 | 18 | 15 | 8  | 8  | 8  | 8  | 8  | 2  | 2  | 2  | 1  | 1  |

| Posición | 1  | 2  | 3  | 4  | 5  | 6  | 7  | 8  | 9  | 10 | 11 | 12 | 13 | 14 | 15 | 16 | 17 | 18 | 19 | 20 |
| Puntos   | 40 | 32 | 28 | 24 | 21 | 18 | 15 | 13 | 11 | 10 | 5  | 5  | 5  | 5  | 5  | 1  | 1  | 1  | 1  | 1  |

### Clasificación por equipos
| Posición | 1   | 2  | 3  | 4  | 5  | 6  | 7  | 8  | 9  | 10 |
| Puntos   | 100 | 95 | 90 | 85 | 80 | 75 | 70 | 65 | 60 | 55 |

| Posición | 1  | 2  | 3  | 4  | 5  | 6  | 7  | 8  | 9  | 10 |
| Puntos   | 80 | 76 | 72 | 68 | 64 | 60 | 56 | 52 | 48 | 44 |

| Posición | 1  | 2  | 3  | 4  | 5  | 6  | 7  | 8  | 9  | 10 |
| Puntos   | 40 | 38 | 36 | 34 | 32 | 30 | 28 | 26 | 24 | 22 |

| Posición | 1  | 2  | 3  | 4  | 5  | 6  | 7  | 8  | 9  | 10 |
| Puntos   | 20 | 19 | 18 | 17 | 16 | 15 | 14 | 13 | 12 | 11 |

## Carreras puntuables
| Clasificación | Clasificación       | Clasificación                                | Clasificación     | Clasificación                    | Clasificación                        | Clasificación                         |
| Pos.          | Fecha               | Carrera                                      | Ganador           | Equipo                           | Líder de la clasificación individual | Líder de la clasificación por equipos |
| ------------- | ------------------- | -------------------------------------------- | ----------------- | -------------------------------- | ------------------------------------ | ------------------------------------- |
| 1.º           | 5 de febrero        | Gran Premio Costa de los Etruscos            | Diego Ulissi      | UAE Emirates                     | Diego Ulissi                         | UAE Emirates                          |
| 2.º           | 12 de febrero       | Trofeo Laigueglia                            | Fabio Felline     | Selección de Italia              | Fabio Felline                        | UAE Emirates                          |
| 3.º           | 5 de marzo          | Gran Premio Industria y Artigianato-Larciano | Adam Yates        | Orica-Scott                      | Francesco Gavazzi                    | UAE Emirates                          |
| 4.º           | 23-26 de marzo      | Settimana Coppi e Bartali                    | Lilian Calmejane  | Direct Énergie                   | Francesco Gavazzi                    | Androni Giocattoli-Sidermec           |
| 5.º           | 9 de abril          | Giro de los Apeninos                         | Danilo Celano     | Amore & Vita-Selle SMP-Fondriest | Egan Bernal                          | Androni Giocattoli-Sidermec           |
| 6.º           | 17-21 de abril      | Tour de los Alpes                            | Geraint Thomas    | Sky                              | Egan Bernal                          | Androni Giocattoli-Sidermec           |
| 7.º           | 16 de julio         | Trofeo Matteotti                             | Sergey Shilov     | Lokosphinx                       | Egan Bernal                          | Androni Giocattoli-Sidermec           |
| 8.º           | 13 de septiembre    | Coppa Agostoni                               | Michael Albasini  | Orica-Scott                      | Egan Bernal                          | Androni Giocattoli-Sidermec           |
| 9.º           | 14 de septiembre    | Coppa Bernocchi                              | Sonny Colbrelli   | Bahrain-Merida                   | Egan Bernal                          | Androni Giocattoli-Sidermec           |
| 10.º          | 16 de septiembre    | Memorial Marco Pantani                       | Marco Zamparella  | Amore & Vita-Selle SMP-Fondriest | Egan Bernal                          | Androni Giocattoli-Sidermec           |
| 11.º          | 26-27 de septiembre | Giro de Toscana                              | Guillaume Martin  | Wanty-Groupe Gobert              | Egan Bernal                          | Androni Giocattoli-Sidermec           |
| 12.º          | 28 de septiembre    | Coppa Sabatini                               | Andrea Pasqualon  | Wanty-Groupe Gobert              | Egan Bernal                          | Androni Giocattoli-Sidermec           |
| 13.º          | 30 de septiembre    | Giro de Emilia                               | Giovanni Visconti | Bahrain-Merida                   | Egan Bernal                          | Androni Giocattoli-Sidermec           |
| 14.º          | 1 de octubre        | Gran Premio Bruno Beghelli                   | Luis León Sánchez | Astana                           | Egan Bernal                          | Androni Giocattoli-Sidermec           |
| 15.º          | 3 de octubre        | Tres Valles Varesinos                        | Alexandre Geniez  | AG2R La Mondiale                 | Diego Ulissi                         | Androni Giocattoli-Sidermec           |
| 16.º          | 5 de octubre        | Milán-Turín                                  | Rigoberto Urán    | Cannondale-Drapac                | Diego Ulissi                         | Androni Giocattoli-Sidermec           |

## Clasificaciones Finales

### Individual
| Posición | Ciclista          | Equipo                      | Puntos |
| -------- | ----------------- | --------------------------- | ------ |
| 1.º      | Diego Ulissi      | UAE Emirates                | 238    |
| 2.º      | Egan Bernal       | Androni Giocattoli-Sidermec | 210    |
| 3.º      | Marco Canola      | Nippo-Vini Fantini          | 194    |
| 4.º      | Mattia Cattaneo   | Androni Giocattoli-Sidermec | 184    |
| 5.º      | Francesco Gavazzi | Androni Giocattoli-Sidermec | 180    |

### Jóvenes
| Posición | Ciclista               | Equipo                        | Puntos |
| -------- | ---------------------- | ----------------------------- | ------ |
| 1.º      | Egan Bernal            | Androni Giocattoli-Sidermec   | 210    |
| 2.º      | Gianni Moscon          | Sky                           | 127    |
| 3.º      | Daniel Felipe Martínez | Wilier Triestina-Selle Italia | 43     |

### Equipos
| Posición | Equipo                        | Puntos |
| -------- | ----------------------------- | ------ |
| 1.º      | Androni Giocattoli-Sidermec   | 588    |
| 2.º      | Nippo-Vini Fantini            | 427    |
| 3.º      | Wilier Triestina-Selle Italia | 423    |
| 4.º      | Bardiani-CSF                  | 292    |
| 5.º      | UAE Emirates                  | 278    |